# Dave Mattacks
David James 'Dave' Mattacks (narozený 13. března 1948 v Edgware, Middlesex, Anglie) je rockový a folkový bubeník. Ještě předtím, než začal hrát na bicí, pracoval jako ladič pian. Hrál s několika jazzovými skupinami, než v roce 1969 nastoupil ke skupině Fairport Convention.
V roce 1998 se přestěhoval do Marblehead ve státě Massachusetts, USA, kde je vyhledávaným studiovým hudebníkem, producentem a členem skupiny Super Genius, se kterou pravidelně jezdí na turné po Velké Británii, Evropě a Austrálii.

## Spolupráce
Na turné byl a nahrával s umělci:
- Kate and Anna McGarrigle
- Chris Rea
- Ralph McTell
- Mickey Jupp
- Everything But the Girl
- Richard Thompson
- Georgie Fame
- Jethro Tull
- Ashley Hutchings
- Steeleye Span

Na turné byl s umělci:
- Nick Heyward
- Andy Fairweather-Low
- Grey DeLisle
- Rosanne Cash

Nahrával s umělci:
- Mike Heron
- Incredible String Band
- Elton John
- XTC
- Paul McCartney
- George Harrison
- Cat Stevens
- Loudon Wainwright III
- Mary Chapin Carpenter
- Brian Eno
- Alison Moyet
- Martin Phillipps
- Joan Armatrading
- Jimmy Page
- The Proclaimers
- Gary Brooker
- Elkie Brooks
- Nick Drake
- Liane Carroll
- Sandy Denny
- Super Genius
- Four Piece Suit
- Barbara Dickson
- The Happy Kenneths
- Sebastian Santa Maria
- Shelagh McDonald
- Shirley Collins
- Spirogyra